# N864 (België)
De N864 is een gewestweg in de Belgische provincie Luxemburg. Deze weg vormt de  verbinding tussen de N40 en de N85 door het centrum van Neufchâteau heen.
De totale lengte van de N864 bedraagt ongeveer 900 meter.